# Češnje in dekleta
Češnje in dekleta je peti studijski in šesti album skupine Magnet. Kot producent je pri albumu sodeloval član Novih fosilov, Rajko Dujmić.

## Seznam pesmi
| Št.             | Naslov                      | Dolžina |
| --------------- | --------------------------- | ------- |
| 1.              | „Mon - cheri‟               | 4:10    |
| 2.              | „V mesečini cha-cha-cha‟    | 2:42    |
| 3.              | „Ne joči Marija‟            | 4:15    |
| 4.              | „Najlepša si ti‟            | 4:25    |
| 5.              | „Zgodba o Mojci‟            | 3:10    |
| 6.              | „Žena naj bo doma‟          | 4:02    |
| 7.              | „Emilija‟                   | 3:10    |
| 8.              | „Tiho jočejo solze‟         | 3:38    |
| 9.              | „Naš planet je poln deklet‟ | 3:45    |
| 10.             | „Lunca sije‟                | 4:02    |
| Skupna dolžina: | Skupna dolžina:             | 37:19   |